# Mulher de Skrydstrup
A Mulher de Skrydstrup é um corpo descoberto em 1935 no sul da Jutlândia, Dinamarca, pertencente ao período chamado de Idade do Bronze Nórdica (1700–1100 a.C), mais especificamente do período III, 1300 – 1100 a.C.

## Descoberta
Em 1935, pesquisadores estavam na Jutlândia quando encontraram um túmulo de pedra, e dentro dele caixão de carvalho bastante deteriorado, próximo a um cemitério em Skrydstrup, Dinamarca. Dentro do caixão o corpo se encontrava em bom estado de preservação, e inúmeros estudos e análises puderam ser feitos em torno do corpo.[carece de fontes?] No mesmo local onde seu túmulo foi encontrado, havia outros sete túmulos. As primeiras análises antropológicas dos restos mortais da Mulher de Skrydstrup foram feitas pelo Dr. Fischer-Møller em 1939.
Descobriu-se que o corpo se trata de uma mulher que morreu ainda jovem, entre 18 e 19 anos, que teria vivido na Idade do Bronze, por volta de 1300 a.C., era magra, tinha 1,7 metro de altura, cabelos loiros, medindo 60 centímetros, dentição bem preservada e não apresentando cáries, e cílios longos. O corpo estava envolvido em couro de boi e plantas cobrindo o corpo.

## Identificação
O nome da mulher não foi registrado, mas acredita-se tratar de alguém da elite, pois a roupa (camisa branca com mangas até o cotovelo feito em algodão), os brincos e anéis de ouro e o penteado complexo, que diferia dos penteados típicos da região (tranças presas com uma rede feita de crina de cavalo), além do local onde o corpo estava enterrado, onde habitações indicam que pessoas ricas viviam no local.[carece de fontes?] Análises antropológicas mostram a possibilidade da mulher ser de outra região, fora do atual território da Dinamarca, e sua idade, dentro da idade convencional dos casamentos daquela cultura, sugere que ela estava no local com o objetivo de estabelecer uma aliança entre chefes e não para fins comerciais. Um outro exemplo de migração foi identificado quando análises da Garota de Egtved foram feitas, ampliando o conhecimento sobre os processos migratórios da região.